# Pallavolo ai Giochi della XXXII Olimpiade - Qualificazioni al torneo femminile (AVC)
Le qualificazioni asiatiche e oceaniane al torneo femminile di pallavolo ai Giochi della XXXII Olimpiade si sono svolte dal 7 al 12 gennaio 2020 a Nakhon Ratchasima, in Thailandia: al torneo hanno partecipato sette squadre nazionali asiatiche e oceaniane e una si è qualificata per i Giochi della XXXII Olimpiade.

## Impianti
|                                                                                    |  |  |
|                                                                                    |  |  |
| Korat Chatchai Hall Città: Nakhon Ratchasima Capienza: 5 000 Anno d'apertura: 2007 |  |  |

## Regolamento

### Formula
Le squadre hanno disputato una prima fase con formula del girone all'italiana; al termine della prima fase le prime due classificate di ogni girone hanno acceduto alla fase finale per il primo posto, strutturato in semifinali, finale per il terzo posto e finale: la squadra vincitrice si è qualificata per i Giochi della XXXII Olimpiade.

### Criteri di classifica
Se il risultato finale è stato di 3-0 o 3-1 sono stati assegnati 3 punti alla squadra vincente e 0 a quella sconfitta, se il risultato finale è stato di 3-2 sono stati assegnati 2 punti alla squadra vincente e 1 a quella sconfitta.
L'ordine del posizionamento in classifica è stato definito in base a:
- Numero di partite vinte;
- Punti;
- Ratio dei set vinti/persi;
- Ratio dei punti realizzati/subiti;
- Risultati degli scontri diretti.

## Squadre partecipanti
| Squadra       | Qualificazione                              |
| ------------- | ------------------------------------------- |
| Australia     | 9ª al campionato asiatico e oceaniano 2019  |
| Corea del Sud | 3ª al campionato asiatico e oceaniano 2019  |
| India         | 10ª al campionato asiatico e oceaniano 2019 |
| Indonesia     | 8ª al campionato asiatico e oceaniano 2019  |
| Iran          | 7ª al campionato asiatico e oceaniano 2019  |
| Kazakistan    | 5ª al campionato asiatico e oceaniano 2019  |
| Taipei cinese | 6ª al campionato asiatico e oceaniano 2019  |
| Thailandia    | 2ª al campionato asiatico e oceaniano 2019  |

## Torneo

### Fase a gironi
| Girone A      | Girone B      |
| ------------- | ------------- |
| Australia     | Corea del Sud |
| Taipei cinese | Indonesia     |
| Thailandia    | Iran          |
| -             | Kazakistan    |

#### Girone A

##### Risultati
| 7 gennaio 2020 Korat Chatchai Hall, Nakhon Ratchasima Durata: 1h:34 - Spettatori: 3 700 | Taipei cinese | 0 - 3 | Thailandia    | 16-25, 21-25, 16-25 |
| 8 gennaio 2020 Korat Chatchai Hall, Nakhon Ratchasima Durata: 1h:25 - Spettatori: 1 000 | Australia     | 0 - 3 | Taipei cinese | 20-25, 18-25, 14-25 |
| 9 gennaio 2020 Korat Chatchai Hall, Nakhon Ratchasima Durata: 1h:16 - Spettatori: 4 800 | Thailandia    | 3 - 0 | Australia     | 25-12, 25-15, 25-13 |

##### Classifica
| Pos | Squadra       | Pt | G | V | P | SV | SP | Ratio | PF  | PS  | Ratio |
| --- | ------------- | -- | - | - | - | -- | -- | ----- | --- | --- | ----- |
| 1.  | Thailandia    | 6  | 2 | 2 | 0 | 6  | 0  | MAX   | 150 | 93  | 1,612 |
| 2.  | Taipei cinese | 3  | 2 | 1 | 1 | 3  | 3  | 1,000 | 128 | 127 | 1,007 |
| 3.  | Australia     | 0  | 2 | 0 | 2 | 0  | 6  | 0,000 | 92  | 150 | 0,613 |

#### Girone B

##### Risultati
| 7 gennaio 2020 Korat Chatchai Hall, Nakhon Ratchasima Durata: 1h:10 - Spettatori: 800   | Iran          | 0 - 3'' | Kazakistan    | 14-25, 16-25, 14-25               |
| 7 gennaio 2020 Korat Chatchai Hall, Nakhon Ratchasima Durata: 1h:05 - Spettatori: 1 600 | Corea del Sud | 3 - 0   | Indonesia     | 25-18, 25-10, 25-9                |
| 8 gennaio 2020 Korat Chatchai Hall, Nakhon Ratchasima Durata: 1h:22 - Spettatori: 600   | Indonesia     | 0 - 3   | Kazakistan    | 22-25, 23-25, 18-25               |
| 8 gennaio 2020 Korat Chatchai Hall, Nakhon Ratchasima Durata: 1h:10 - Spettatori: 1 700 | Corea del Sud | 3 - 0   | Iran          | 25-15, 25-9, 25-19                |
| 9 gennaio 2020 Korat Chatchai Hall, Nakhon Ratchasima Durata: 2h:12 - Spettatori: 1 000 | Iran          | 2 - 3   | Indonesia     | 21-25, 15-25, 25-21, 26-24, 12-15 |
| 9 gennaio 2020 Korat Chatchai Hall, Nakhon Ratchasima Durata: 1h:56 - Spettatori: 2 800 | Kazakistan    | 0 - 3   | Corea del Sud | 20-25, 16-25, 21-25               |

##### Classifica
| Pos | Squadra       | Pt | G | V | P | SV | SP | Ratio | PF  | PS  | Ratio |
| --- | ------------- | -- | - | - | - | -- | -- | ----- | --- | --- | ----- |
| 1.  | Corea del Sud | 9  | 3 | 3 | 0 | 9  | 0  | MAX   | 225 | 137 | 1,642 |
| 2.  | Kazakistan    | 6  | 3 | 2 | 1 | 6  | 3  | 2,000 | 207 | 182 | 1,361 |
| 3.  | Indonesia     | 2  | 3 | 1 | 2 | 3  | 8  | 0,375 | 210 | 249 | 0,843 |
| 4.  | Iran          | 1  | 3 | 0 | 3 | 2  | 9  | 0,222 | 186 | 260 | 0,715 |

### Fase finale
|  | Semifinali | Semifinali    | Semifinali |            |    | Finale          | Finale          | Finale          |  |
|  |            |               |            |            |    |                 |                 |                 |  |
|  | 1B         | Corea del Sud | 3          |            |    |                 |                 |                 |  |
|  | 1B         | Corea del Sud | 3          |            |    |                 |                 |                 |  |
|  | 2A         | Taipei cinese | 1          |            |    |                 |                 |                 |  |
|  | 2A         | Taipei cinese | 1          |            | 1B | Corea del Sud   | 3               |                 |  |
|  |            |               |            |            | 1B | Corea del Sud   | 3               |                 |  |
|  |            |               | 1A         | Thailandia | 0  |                 |                 |                 |  |
|  | 1A         | Thailandia    | 1A         | Thailandia | 0  | 3               |                 |                 |  |
|  | 1A         | Thailandia    |            |            |    | 3               |                 |                 |  |
|  | 2B         | Kazakistan    | 1          |            |    | Finale 3º posto | Finale 3º posto | Finale 3º posto |  |
|  | 2B         | Kazakistan    | 1          |            |    |                 |                 |                 |  |
|  |            |               |            |            |    |                 |                 |                 |  |
|  |            |               |            |            |    | 2A              | Taipei cinese   | 1               |  |
|  |            |               |            |            |    | 2A              | Taipei cinese   | 1               |  |
|  |            |               |            |            |    | 2B              | Kazakistan      | 3               |  |

#### Semifinali
| 11 gennaio 2020 Korat Chatchai Hall, Nakhon Ratchasima Durata: 1h:43 - Spettatori: 4 500 | Corea del Sud | 3 - 1 | Taipei cinese | 18-25, 25-9, 25-15, 25-14  |
| 11 gennaio 2020 Korat Chatchai Hall, Nakhon Ratchasima Durata: 1h:54 - Spettatori: 5 500 | Thailandia    | 3 - 1 | Kazakistan    | 25-21, 25-20, 24-26, 25-21 |

#### Finale 3º posto
| 12 gennaio 2020 Korat Chatchai Hall, Nakhon Ratchasima Durata: 2h:06 - Spettatori: 4 000 | Taipei cinese | 1 - 3 | Kazakistan | 21-25, 25-22, 21-25, 25-27 |

#### Finale
| 12 gennaio 2020 Korat Chatchai Hall, Nakhon Ratchasima Durata: 1h:30 - Spettatori: 6 000 | Corea del Sud | 3 - 0 | Thailandia | 25-22, 25-20, 25-20 |

## Classifica finale
| Pos | Squadra       | Qualificazione               |
| --- | ------------- | ---------------------------- |
|     | Corea del Sud | Giochi della XXXII Olimpiade |
|     | Thailandia    |                              |
|     | Kazakistan    |                              |
| 4   | Taipei cinese |                              |
| 5   | Indonesia     |                              |
| 6   | Iran          |                              |
| 7   | Australia     |                              |